# 网络计算系统
网络计算系统 ( NCS ) 是网络计算架构 (NCA)  的实现。它是在 20世纪70年代末、80年代初由阿波罗电脑公司 (Apollo Computer, Inc.) 创建的。它包含一组用于实现分布式软件应用程序或分布式计算的工具。
DCE/RPC (分散式运算环境/远程过程调用) 是分布式运算环境中一个的远程过程调用机制，其设计和实现是基于NCA/NCS的。它也是通用唯一标识符 (UUID) 的第一个实现。